# کریس برکال
کریس برکال (انگلیسی: Chris Birchall؛ زادهٔ ۵ مهٔ ۱۹۸۴) یک بازیکن فوتبال اهل ترینیداد و توباگو است.
وی همچنین در تیم ملی فوتبال ترینیداد و توباگو بازی کرده‌است.